# Teresita de Castro
Teresita de Castro (Manilla, 10 oktober 1948) is een voormalig Filipijns rechter. Ze werd in augustus 2018 tot opperrechter van het Hooggerechtshof van de Filipijnen benoemd, nadat Maria Lourdes Sereno kort daarvoor door haar en haar collega's van het Hof was afgezet. Slechts 44 dagen na haar aantreden bereikte ze de bij wet voorgeschreven pensioenleeftijd. Voor haar periode als opperrechter was De Castro vanaf 2007 rechter in het hooggerechtshof. Daarvoor was ze van 1997 tot 2007 rechter van de anti-corruptie rechtbank, Sandiganbayan.

## Biografie
De Castro werd geboren op 10 oktober 1948 in de Filipijnse hoofdstad Manilla. Nadat ze haar middelbareschoolopleiding aan het St. Paul College als valedictorian afrondde, studeerde De Castro politieke wetenschappen aan de University of the Philippines. In 1968 behaalde ze er cum laude haar bachelor-diploma. Vier jaar later voltooide De Castro aan dezelfde onderwijsinstelling tevens een bachelor-opleiding rechten en slaagde ze in hetzelfde jaar voor het toelatingsexamen van de Filipijnse balie.
In 1973 begon De Castro haar carrière als ondersteunde jurist aan het Hooggerechtshof van de Filipijnen. Van 1975 tot november 1978 was ze assistent van opperrechter Fred Ruiz Castro. In 1978 werd ze benoemd tot State Counsel (officier van justitie). Daarna groeide ze in de loop der jaren door via Senior State Counsel in 1985 tot Supervising State Counsel in 1988. Van 1989 tot 1995 was De Castro Hoofd van de Juridische Zaken bij de Departement van Justitie. 
Op 23 september 1997 werd De Castro benoemd tot rechter van de anti-corruptie rechtbank, Sandiganbayan en op 15 december 2004 volgde een benoeming tot voorzittend rechter van deze rechtbank. In deze hoedanigheid leidde ze het corruptie-onderzoek naar toenmalig president Joseph Estrada. In september 2007 werd Estrada veroordeeld. Hij ging in hoger beroep, maar zag zich na door politieke en publieke druk gedwongen om af te treden. Nog in datzelfde jaar werd De Castro door Estrada's opvolger, Gloria Macapagal Arroyo, benoemd tot rechter van het Hooggerechtshof van de Filipijnen. Volgens critici was haar benoeming een beloning voor de veroordeling. Zijzelf ontkende dit met klem en wees erop dat ze al voor de uitspraak op de shortlist stond.
In 2012 was De Castro een van de kandidaten voor de vacante positie van opperrechter van het het Hooggerechtshof. President Benigno Aquino III koos er echter voor om Maria Lourdes Sereno te benoemen. Het was een controversiële keuze, omdat tot dan toe gebruikelijk was dat de meest senior rechter benoemd werd in deze positie. In 2018 werd de benoeming van Sereno door haar collega's na een stemming echter teruggedraaid en ongeldig verklaard. De Castro was een van de acht collega-rechters die tegen de benoeming van Sereno stemden. Nadien werd De Castro opnieuw opgenomen op de shortlist voor de vacante positie van opperrechter. Omdat de oudste rechter van het Hof, Antonio Carpio, een nominatie weigerde, was ze de meest seniore rechter van de drie rechter op de shortlist. Op 28 augustus 2018 werd ze door president Rodrigo Duterte vervolgens benoemd tot nieuwe opperrechter van de Filipijnen. Omdat de benoeming van haar feitelijke voorganger ongeldig werd verklaard is De Castro formeel de eerste vrouwelijk en de 24e opperrechter van de Filipijnen. De Castro bereikte op 10 oktober de verplichtte pensioenleeftijd van 70 jaar. Ze vervulde de functie derhalve slechts 44 dagen en brak daarmee het record van opperrechter Pedro Yap.
De Castro is getrouwd met Eduardo A. De Castro. Samen kregen ze drie kinderen.